# Rétijeva studija
Rétijeva studija ili Rétijev manevar, šahovska je kompozicija koju je 1921. godine u časopisu Kagans Neueste Schachnachrichten (njem. Kaganove najnovije šahovske vijesti, po njemačkom šahistu Bernhardu Kaganu) objavio istaknuti češki šahist i kompozitor Richard Réti. 
|   | a                                                             | b                                                             | c                                                             | d                                                             | e                                                             | f                                                             | g                                                             | h                                                             |   |
| 8 | h8 white king · a6 black king · c6 white pawn · h5 black pawn | h8 white king · a6 black king · c6 white pawn · h5 black pawn | h8 white king · a6 black king · c6 white pawn · h5 black pawn | h8 white king · a6 black king · c6 white pawn · h5 black pawn | h8 white king · a6 black king · c6 white pawn · h5 black pawn | h8 white king · a6 black king · c6 white pawn · h5 black pawn | h8 white king · a6 black king · c6 white pawn · h5 black pawn | h8 white king · a6 black king · c6 white pawn · h5 black pawn | 8 |
| 7 | h8 white king · a6 black king · c6 white pawn · h5 black pawn | h8 white king · a6 black king · c6 white pawn · h5 black pawn | h8 white king · a6 black king · c6 white pawn · h5 black pawn | h8 white king · a6 black king · c6 white pawn · h5 black pawn | h8 white king · a6 black king · c6 white pawn · h5 black pawn | h8 white king · a6 black king · c6 white pawn · h5 black pawn | h8 white king · a6 black king · c6 white pawn · h5 black pawn | h8 white king · a6 black king · c6 white pawn · h5 black pawn | 7 |
| 6 | h8 white king · a6 black king · c6 white pawn · h5 black pawn | h8 white king · a6 black king · c6 white pawn · h5 black pawn | h8 white king · a6 black king · c6 white pawn · h5 black pawn | h8 white king · a6 black king · c6 white pawn · h5 black pawn | h8 white king · a6 black king · c6 white pawn · h5 black pawn | h8 white king · a6 black king · c6 white pawn · h5 black pawn | h8 white king · a6 black king · c6 white pawn · h5 black pawn | h8 white king · a6 black king · c6 white pawn · h5 black pawn | 6 |
| 5 | h8 white king · a6 black king · c6 white pawn · h5 black pawn | h8 white king · a6 black king · c6 white pawn · h5 black pawn | h8 white king · a6 black king · c6 white pawn · h5 black pawn | h8 white king · a6 black king · c6 white pawn · h5 black pawn | h8 white king · a6 black king · c6 white pawn · h5 black pawn | h8 white king · a6 black king · c6 white pawn · h5 black pawn | h8 white king · a6 black king · c6 white pawn · h5 black pawn | h8 white king · a6 black king · c6 white pawn · h5 black pawn | 5 |
| 4 | h8 white king · a6 black king · c6 white pawn · h5 black pawn | h8 white king · a6 black king · c6 white pawn · h5 black pawn | h8 white king · a6 black king · c6 white pawn · h5 black pawn | h8 white king · a6 black king · c6 white pawn · h5 black pawn | h8 white king · a6 black king · c6 white pawn · h5 black pawn | h8 white king · a6 black king · c6 white pawn · h5 black pawn | h8 white king · a6 black king · c6 white pawn · h5 black pawn | h8 white king · a6 black king · c6 white pawn · h5 black pawn | 4 |
| 3 | h8 white king · a6 black king · c6 white pawn · h5 black pawn | h8 white king · a6 black king · c6 white pawn · h5 black pawn | h8 white king · a6 black king · c6 white pawn · h5 black pawn | h8 white king · a6 black king · c6 white pawn · h5 black pawn | h8 white king · a6 black king · c6 white pawn · h5 black pawn | h8 white king · a6 black king · c6 white pawn · h5 black pawn | h8 white king · a6 black king · c6 white pawn · h5 black pawn | h8 white king · a6 black king · c6 white pawn · h5 black pawn | 3 |
| 2 | h8 white king · a6 black king · c6 white pawn · h5 black pawn | h8 white king · a6 black king · c6 white pawn · h5 black pawn | h8 white king · a6 black king · c6 white pawn · h5 black pawn | h8 white king · a6 black king · c6 white pawn · h5 black pawn | h8 white king · a6 black king · c6 white pawn · h5 black pawn | h8 white king · a6 black king · c6 white pawn · h5 black pawn | h8 white king · a6 black king · c6 white pawn · h5 black pawn | h8 white king · a6 black king · c6 white pawn · h5 black pawn | 2 |
| 1 | h8 white king · a6 black king · c6 white pawn · h5 black pawn | h8 white king · a6 black king · c6 white pawn · h5 black pawn | h8 white king · a6 black king · c6 white pawn · h5 black pawn | h8 white king · a6 black king · c6 white pawn · h5 black pawn | h8 white king · a6 black king · c6 white pawn · h5 black pawn | h8 white king · a6 black king · c6 white pawn · h5 black pawn | h8 white king · a6 black king · c6 white pawn · h5 black pawn | h8 white king · a6 black king · c6 white pawn · h5 black pawn | 1 |
|   | a                                                             | b                                                             | c                                                             | d                                                             | e                                                             | f                                                             | g                                                             | h                                                             |   |

Na prvi pogled izgleda nemoguće da bijeli kralj može stići crnog pješaka i remizirati, no to je moguće zbog dva razloga; prvi je taj što je u šahu "duljina" zapravo broj poteza (odnosno mjeri se brojem poteza), pa je krivokutno kretanje iste "duljine" kao i pravocrtno ako zahtijeva isti broj poteza, a drugi razlog je taj što se bijeli kralj koristi lošim položajem crnog kralja te će prijetnjom promocije vlastita pješaka natjerati crnoga da izgubi dva poteza (tempa) i time će spasiti partiju.

## Rješenje
Rješenje studije vrlo je poučno: 1. Kb7! h4 2. Kf6 Kb6 bijeli prisiljava crnog da igra kraljem, gubeći tempo. Slijedi 3. Ke5! Kxc6 crni mora izgubiti još jedan tempo, dok se bijeli, iako zakrivljenom linijom, jednako brzo približava pješaku. Sada jednostavno slijedi  4. Kf4 i bijeli je u kvadratu. Remi!